# قلم (شميل)
قلم (بالفارسية: قلم) هي قرية تقع في إيران في قسم شمیل الريفي. يقدر عدد سكانها بـ 135 نسمة .